# أوريول جونينت
أوريول جونينت (بالإسبانية: Oriol Junyent)‏ مواليد 1 يوليو 1976، هو لاعب كرة سلة إسباني بدأ مسيرته الاحترافية في سنة 1993 يلعب في ليغا أيه سي بي ويحمل الرقم 15. يبلغ طوله 6 قدم 10 بوصة (2.1 م).

## فرق لعب لها
- نادي برشلونة لكرة السلة
- بالونكيستو فوينلابرادا
- سي بي إستوديانتس
- نادي بلد الوليد لكرة السلة

## روابط خارجية
- أوريول جونينت على موقع الاتحاد الدولي لكرة السلة (الإنجليزية)
- أوريول جونينت على موقع الدوري الإسباني لكرة السلة (الإسبانية)
- أوريول جونينت على موقع كرة السلة الأوروبية.كوم (الإنجليزية)
- أوريول جونينت على موقع ريلجم (الإنجليزية)
- أوريول جونينت على موقع بروبوليرز (الإنجليزية)
- أوريول جونينت على موقع سبورتس رفرنس (الإنجليزية)